# C-AMP-GMP
c-AMP-GMP (cyklisches Adenosinmonophosphat-Guanosinmonophosphat) ist ein cylclisiertes Dinukleotid und in manchen Bakterien ein Second Messenger.

## Eigenschaften
c-AMP-GMP ist bildet mit zwei Riboseeinheiten und zwei Phosphatgruppen einen Ring. Es kommt in Deltaproteobakterien vor. Es bindet an den c-AMP-GMP-Riboswitch, welcher unter anderem die Chemotaxis und Gene zur Verwendung von Eisen(III)-oxid zur Exoelektrogenese bestimmter Bakterien steuert. C-AMP-GMP kontrolliert in Deltaproteobakterien vermutlich die Genexpression eines einzelnen Superregulons. c-AMP-GMP ist außerdem wichtig für die Virulenz von Vibrio cholerae.